# Massingy-lès-Vitteaux
Massingy-lès-Vitteaux és un municipi francès, situat al departament de la Costa d'Or i a la regió de Borgonya - Franc Comtat. L'any 2007 tenia 85 habitants.

## Demografia

### Població
El 2007 la població de fet de Massingy-lès-Vitteaux era de 85 persones. Hi havia 39 famílies, de les quals 12 eren unipersonals (12 dones vivint soles i 12 dones vivint soles), 19 parelles sense fills, 4 parelles amb fills i 4 famílies monoparentals amb fills.
La població ha evolucionat segons el següent gràfic:
Habitants censats

### Habitatges
El 2007 hi havia 59 habitatges, 42 eren l'habitatge principal de la família, 8 eren segones residències i 10 estaven desocupats. 55 eren cases i 3 eren apartaments. Dels 42 habitatges principals, 36 estaven ocupats pels seus propietaris, 5 estaven llogats i ocupats pels llogaters i 1 estava cedit a títol gratuït; 1 tenia una cambra, 5 en tenien tres, 13 en tenien quatre i 23 en tenien cinc o més. 39 habitatges disposaven pel capbaix d'una plaça de pàrquing. A 22 habitatges hi havia un automòbil i a 18 n'hi havia dos o més.

### Piràmide de població
La piràmide de població per edats i sexe el 2009 era:
| Homes | Edats   | Dones |
| ----- | ------- | ----- |
| 0     | 95 o +  | 0     |
| 0     | 90 a 94 | 0     |
| 0     | 85 a 89 | 0     |
| 0     | 80 a 84 | 0     |
| 4     | 75 a 79 | 4     |
| 8     | 70 a 74 | 4     |
| 0     | 65 a 69 | 0     |
| 4     | 60 a 64 | 4     |
| 4     | 55 a 59 | 4     |
| 8     | 50 a 54 | 0     |
| 8     | 45 a 49 | 8     |
| 4     | 40 a 44 | 0     |
| 0     | 35 a 39 | 8     |
| 4     | 30 a 34 | 0     |
| 0     | 25 a 29 | 0     |
| 8     | 20 a 24 | 0     |
| 4     | 15 a 19 | 0     |
| 4     | 10 a 14 | 8     |
| 0     | 5 a 9   | 0     |
| 4     | 0 a 4   | 0     |

## Economia
El 2007 la població en edat de treballar era de 58 persones, 43 eren actives i 15 eren inactives. De les 43 persones actives 41 estaven ocupades (22 homes i 19 dones) i 2 estaven aturades (2 dones i 2 dones). De les 15 persones inactives 11 estaven jubilades, 1 estava estudiant i 3 estaven classificades com a «altres inactius».
Activitats econòmiques
Dels 6 establiments que hi havia el 2007, 1 era d'una empresa extractiva, 1 d'una empresa de fabricació d'altres productes industrials, 2 d'empreses de construcció, 1 d'una empresa d'informació i comunicació i 1 d'una empresa classificada com a «altres activitats de serveis».
Els 2 serveis als particulars que hi havia el 2009 eren paletes.
L'any 2000 a Massingy-lès-Vitteaux hi havia 8 explotacions agrícoles que ocupaven un total de 850 hectàrees.

## Poblacions més properes
El següent diagrama mostra les poblacions més properes.